# Noble Okello
Noble Okello, né le 20 juillet 2000 à Toronto en Ontario, est un joueur international canadien de soccer. Il joue au poste de milieu défensif au Revolution II de la Nouvelle-Angleterre en MLS Next Pro.

## Biographie

### Parcours en club
Natif de Toronto, Noble Okello intègre l'académie du Toronto FC à l'âge de douze ans, puis signe son premier contrat professionnel le 15 septembre 2017, lorsqu'il rejoint l'équipe réserve, le Toronto FC II, et dispute une seule rencontre lors de la saison 2017 en USL. Le 6 octobre 2017, il fait ses débuts professionnels à l'occasion d'une défaite de 4-2 contre le Steel de Bethlehem. En janvier 2018, il réalise un essai avec le club allemand du VfL Wolfsburg. Le 6 avril, le VfL Wolfsburg a fait trois offres de transfert à Toronto pour le recruter, mais le Toronto FC a rejeté les offres de Wolfsburg.
Il signe avec le Toronto FC son premier contrat en tant que Homegrown Player le 22 janvier 2019. Le 14 août, Noble Okello fait ses débuts en équipe première lors d'un match du championnat canadien contre le Fury d'Ottawa (victoire 3-0).
En manque de temps de jeu avec seulement une entrée en cours de match en MLS en 2020, il est finalement prêté au HB Køge, en deuxième division danoise le 25 septembre et ce, jusqu'au terme de la saison 2020.
Libre depuis son départ de Toronto à l'issue de l'exercice 2022, Noble Okello s'engage en faveur du Revolution II de la Nouvelle-Angleterre, formation de MLS Next Pro, le 16 mars 2023.

### Parcours en sélection (depuis 2020)
En avril 2017, Noble Okello participe au Championnat de la CONCACAF des moins de 17 ans avec l'équipe du Canada des moins de 17 ans. Lors de ce tournoi, il dispute trois rencontres. Puis, en novembre 2018, il participe au Championnat de la CONCACAF des moins de 20 ans avec l'équipe du Canada des moins de 20 ans. Lors de ce tournoi, il dispute cinq rencontres, inscrit trois buts dont un doublé face à la Dominique,, et un but contre le Panama.
Le 30 mai 2019, il fait partie des 23 appelés par le sélectionneur national John Herdman pour la Gold Cup 2019,. Lors de ce tournoi, il dispute aucune rencontre. Le Canada s'incline en quart de finale face à Haïti.
En janvier 2020, il est de nouveau convoqué en équipe du Canada par le sélectionneur national John Herdman, pour des matchs amicaux contre la Barbade et l'Islande. Le 7 janvier 2020, il honore sa première sélection contre la Barbade. Lors de ce match, Noble Okello entre à la 75e minute de la rencontre, à la place de Liam Fraser. Le match se solde par une victoire 4-1 des Canadiens.

## Statistiques

### Statistiques détaillées
| Saison                | Club                                    | Championnat           | Championnat | Championnat | Championnat | Coupe(s) nationale(s) | Coupe(s) nationale(s) | Coupe(s) nationale(s) | Compétition(s) continentale(s) | Compétition(s) continentale(s) | Compétition(s) continentale(s) | Compétition(s) continentale(s) | Séries | Séries | Séries | Canada | Canada | Canada | Total | Total | Total |
| Saison                | Club                                    | Division              | M.          | B.          | P.d.        | M.                    | B.                    | P.d.                  | Comp.                          | M.                             | B.                             | P.d.                           | M.     | B.     | P.d.   | M.     | B.     | P.d.   | M.    | B.    | P.d.  |
| 2017                  | Toronto FC II                           | USL                   | 1           | 0           | 0           | -                     | -                     | -                     | -                              | -                              | -                              | -                              | -      | -      | -      | -      | -      | -      | 1     | 0     | 0     |
| 2018                  | Toronto FC II                           | USL                   | 22          | 0           | 1           | -                     | -                     | -                     | -                              | -                              | -                              | -                              | -      | -      | -      | -      | -      | -      | 22    | 0     | 1     |
| 2019                  | Toronto FC II                           | USL1                  | 19          | 0           | 2           | -                     | -                     | -                     | -                              | -                              | -                              | -                              | -      | -      | -      | -      | -      | -      | 19    | 0     | 2     |
| 2021                  | Toronto FC II                           | USL1                  | 3           | 1           | 0           | -                     | -                     | -                     | -                              | -                              | -                              | -                              | -      | -      | -      | -      | -      | -      | 3     | 1     | 0     |
| Sous-total            | Sous-total                              | Sous-total            | 45          | 1           | 3           | 0                     | 0                     | 0                     | -                              | 0                              | 0                              | 0                              | 0      | 0      | 0      | 0      | 0      | 0      | 45    | 1     | 3     |
| 2019                  | Toronto FC                              | MLS                   | 0           | 0           | 0           | 1                     | 0                     | 0                     | LCC                            | 0                              | 0                              | 0                              | 0      | 0      | 0      | -      | -      | -      | 1     | 0     | 0     |
| 2020                  | Toronto FC                              | MLS                   | 1           | 0           | 0           | -                     | -                     | -                     | -                              | -                              | -                              | -                              | -      | -      | -      | 2      | 0      | 0      | 3     | 0     | 0     |
| 2020-2021             | HB Køge (prêt)                          | 1. Division           | 12          | 1           | 0           | 2                     | 0                     | 0                     | -                              | -                              | -                              | -                              | -      | -      | -      | -      | -      | -      | 14    | 1     | 0     |
| 2021                  | Toronto FC                              | MLS                   | 14          | 0           | 1           | 3                     | 1                     | 0                     | LCC                            | 3                              | 0                              | 0                              | -      | -      | -      | -      | -      | -      | 20    | 1     | 1     |
| 2022                  | Toronto FC                              | MLS                   | 8           | 0           | 0           | 0                     | 0                     | 0                     | -                              | -                              | -                              | -                              | -      | -      | -      | -      | -      | -      | 8     | 0     | 0     |
| Sous-total            | Sous-total                              | Sous-total            | 23          | 0           | 1           | 4                     | 1                     | 0                     | -                              | 3                              | 0                              | 0                              | 0      | 0      | 0      | 2      | 0      | 0      | 32    | 1     | 1     |
| 2023                  | Revolution II de la Nouvelle-Angleterre | MLSNP                 | 0           | 0           | 0           | -                     | -                     | -                     | -                              | -                              | -                              | -                              | -      | -      | -      | -      | -      | -      | 0     | 0     | 0     |
| Total sur la carrière | Total sur la carrière                   | Total sur la carrière | 80          | 2           | 4           | 6                     | 1                     | 0                     | -                              | 3                              | 0                              | 0                              | 0      | 0      | 0      | 2      | 0      | 0      | 91    | 3     | 4     |